# Arnaud Boetsch
Arnaud Boetsch (* 1. April 1969 in Meulan) ist ein ehemaliger französischer Tennisspieler.

## Karriere
Zwischen 1987 und 1999 konnte sich Boetsch insgesamt fünf Titel sichern, drei im Einzel und zwei im Doppel.
1996 gewann er mit dem französischen Team den Davis Cup durch einen 3:2-Endspielsieg über Schweden.
Arnaud Boetsch lebt in Genf.

## Erfolge
| Legende (Anzahl der Siege)                       |
| Grand Slam                                       |
| Tennis Masters Cup ATP World Tour Finals         |
| ATP Masters Series ATP World Tour Masters 1000   |
| ATP International Series Gold ATP World Tour 500 |
| ATP International Series ATP World Tour 250 (5)  |

| ATP-Titel nach Belag |
| Hartplatz (4)        |
| Sand (0)             |
| Rasen (1)            |

### Einzel

#### Turniersiege
| Nr. | Datum            | Turnier      | Belag     | Finalgegner    | Ergebnis       |
| --- | ---------------- | ------------ | --------- | -------------- | -------------- |
| 1.  | 13. Juni 1993    | Rosmalen     | Rasen     | Wally Masur    | 3:6, 6:3, 6:3  |
| 2.  | 10. Oktober 1993 | Toulouse (1) | Hartplatz | Cédric Pioline | 7:65, 3:6, 6:3 |
| 3.  | 8. Oktober 1995  | Toulouse (2) | Hartplatz | Jim Courier    | 6:4, 6:75, 6:0 |

#### Finalteilnahmen
| Nr. | Datum             | Turnier   | Belag         | Finalgegner        | Ergebnis       |
| --- | ----------------- | --------- | ------------- | ------------------ | -------------- |
| 1.  | 13. Oktober 1991  | Berlin    | Teppich (i)   | Petr Korda         | 3:6, 4:6       |
| 2.  | 18. Oktober 1992  | Bozen     | Teppich (i)   | Thomas Enqvist     | 2:6, 6:1, 6:77 |
| 3.  | 6. Februar 1994   | Marseille | Teppich (i)   | Marc Rosset        | 6:76, 6:74     |
| 4.  | 16. Oktober 1994  | Ostrava   | Teppich (i)   | MaliVai Washington | 6:4, 3:6, 3:6  |
| 5.  | 8. Januar 1995    | Adelaide  | Hartplatz     | Jim Courier        | 2:6, 5:7       |
| 6.  | 12. November 1995 | Stockholm | Hartplatz (i) | Thomas Enqvist     | 5:7, 4:6       |
| 7.  | 6. Oktober 1996   | Lyon      | Teppich (i)   | Jewgeni Kafelnikow | 5:7, 3:6       |

### Doppel

#### Turniersiege
| Nr. | Datum             | Turnier   | Belag     | Partner          | Finalgegner                     | Ergebnis |
| --- | ----------------- | --------- | --------- | ---------------- | ------------------------------- | -------- |
| 1.  | 9. September 1991 | Bordeaux  | Hartplatz | Guy Forget       | Patrik Kühnen Alexander Mronz   | 6:2, 6:2 |
| 2.  | 1. Februar 1993   | Marseille | Hartplatz | Olivier Delaître | Ivan Lendl Christo van Rensburg | 6:3, 7:6 |

#### Finalteilnahmen
| Nr. | Datum              | Turnier     | Belag     | Partner          | Finalgegner                        | Ergebnis      |
| --- | ------------------ | ----------- | --------- | ---------------- | ---------------------------------- | ------------- |
| 1.  | 20. September 1992 | Bordeaux    | Sand      | Guy Forget       | Sergio Casal Emilio Sánchez        | 1:6, 4:6      |
| 2.  | 29. August 1993    | Long Island | Hartplatz | Olivier Delaître | Marc-Kevin Goellner David Prinosil | 7:6, 5:7, 2:6 |
| 3.  | 16. Juli 1995      | Gstaad      | Sand      | Marc Rosset      | Luis Lobo Javier Sánchez           | 7:6, 6:7, 6:7 |

## Bilanz bei Grand-Slam-Turnieren

### Einzel
| Turnier1                   | 1999 | 1998 | 1997  | 1996  | 1995  | 1994  | 1993  | 1992  | 1991  | 1990 | 1989 | 1988 | 1987 | Gesamt  |
| -------------------------- | ---- | ---- | ----- | ----- | ----- | ----- | ----- | ----- | ----- | ---- | ---- | ---- | ---- | ------- |
| Australian Open            | –    | 1R   | 3R    | 2R    | 1R    | 2R    | AF    | 2R    | –     | –    | –    | –    | –    | AF      |
| French Open                | 2R   | –    | 3R    | 2R    | 3R    | 3R    | 1R    | 1R    | AF    | 3R   | 2R   | 2R   | 1R   | AF      |
| Wimbledon                  | –    | –    | 1R    | 1R    | 3R    | 1R    | 3R    | AF    | 3R    | –    | –    | –    | –    | AF      |
| US Open                    | –    | –    | 2R    | AF    | 1R    | 1R    | 3R    | 3R    | 3R    | –    | –    | –    | –    | AF      |
| Gewonnene Einzel-Titel     | 0    | 0    | 0     | 0     | 1     | 0     | 2     | 0     | 0     | 0    | 0    | 0    | 0    | 3       |
| Gesamt-Siege/-Niederlagen2 | 1:2  | 2:7  | 14:23 | 31:28 | 45:33 | 28:25 | 46:26 | 35:25 | 22:18 | 2:4  | 3:6  | 1:3  | 1:2  | 231:202 |
| Jahresendposition          | 580  | 305  | 106   | 33    | 14    | 53    | 20    | 27    | 54    | 176  | 212  | 275  | 435  | N/A     |

### Doppel
| Turnier1                   | 1999 | 1998 | 1997 | 1996 | 1995  | 1994 | 1993  | 1992 | 1991 | 1990 | 1989 | 1988 | 1987 | Gesamt |
| -------------------------- | ---- | ---- | ---- | ---- | ----- | ---- | ----- | ---- | ---- | ---- | ---- | ---- | ---- | ------ |
| Australian Open            | –    | –    | –    | –    | 1R    | –    | –     | –    | –    | –    | –    | –    | –    | 1R     |
| French Open                | 1R   | –    | 1R   | 1R   | VF    | 1R   | 1R    | 1R   | 2R   | 1R   | 2R   | 2R   | 2R   | VF     |
| Wimbledon                  | –    | –    | –    | –    | –     | –    | AF    | 2R   | –    | 1R   | –    | –    | –    | AF     |
| US Open                    | –    | –    | –    | –    | –     | –    | –     | –    | –    | –    | –    | –    | –    | –      |
| Gewonnene Doppel-Titel     | 0    | 0    | 0    | 0    | 0     | 0    | 1     | 0    | 1    | 0    | 0    | 0    | 0    | 2      |
| Gesamt-Siege/-Niederlagen2 | 0:1  | 0:2  | 2:5  | 3:12 | 10:10 | 12:6 | 13:12 | 7:8  | 9:6  | 0:2  | 7:7  | 1:1  | 3:3  | 67:75  |
| Jahresendposition          | 569  | 717  | 384  | 394  | 146   | 193  | 125   | 175  | 188  | 281  | 153  | 283  | 220  | N/A    |

Zeichenerklärung: S = Turniersieg; F, HF, VF, AF = Einzug ins Finale / Halbfinale / Viertelfinale / Achtelfinale; 1R, 2R, 3R = Ausscheiden in der 1. / 2. / 3. Hauptrunde bzw. Q1, Q2, Q3 = Ausscheiden in der 1. / 2. / 3. Qualifikationsrunde
1 Turnierresultat in Klammern bedeutet, dass der Spieler das Turnier noch nicht beendet hat; es zeigt seinen aktuellen Turnierstatus an. Nachdem der Spieler das Turnier beendet hat, wird die Klammer entfernt.

2 Stand: Karriereende

## Auszeichnungen
- 1996: Weltmannschaft des Jahres mit der französischen Davis-Cup-Mannschaft bei der Wahl der Gazzetta dello Sport (gemeinsam mit Guy Forget, Cédric Pioline und Guillaume Raoux)